# Do You Believe in Shame?
Do You Believe in Shame? è un singolo del gruppo musicale britannico Duran Duran, pubblicato nell'aprile 1989 come terzo estratto dall'album Big Thing.

## Video
Il videoclip della canzone è stato diretto dal regista cinese Chen Kaige e ambientato a New York.

## Tracce
7" Single
1. Do You Believe in Shame? – 4:22
2. The Krush Brothers (LSD Edit) – 3:29

12" Maxi
1. Do You Believe in Shame? – 4:23
2. The Krush Brothers (LSD Edit) – 3:30
3. Notorius (Live) – 4:06
4. Drug (It's Just a State of Mind) – 4:18

CD-Maxi
1. Do You Believe in Shame? – 4:25
2. The Krush Brothers (LSD Edit) – 3:32
3. Notorius (Live) – 4:16
4. God (London) – 1:40
5. This Is How a Road Gets Made – 0:49

- Le tracce dal vivo sono state registrate al Rotterdam Ahoy nei Paesi Bassi il 7 maggio 1987

## Formazione
Duran Duran
- Simon Le Bon – voce
- John Taylor – basso fretless
- Nick Rhodes – tastiera

Altri musicisti
- Warren Cuccurullo – chitarra
- Steve Ferrone – batteria

## Classifiche
| Classifica (1989) | Posizione raggiunta |
| ----------------- | ------------------- |
| Italia            | 7                   |
| Regno Unito       | 30                  |